# Kennfarbigkeit
Kennfarbigkeit bezeichnet den Farbenschlag beim Huhn. Farbenschläge werden als „kennfarbig“ bezeichnet, wenn man schon an der Daunenfärbung der frisch geschlüpften Küken erkennen kann, welchen Geschlechts sie sind (bei den Küken anderer Farbenschläge ist die Geschlechtsbestimmung nur in den ersten Stunden nach dem Schlupf von besonderen Kennern feststellbar (Sexierung)).